# 魏士章
魏士章（？年—？年），湖广荆州府江陵县人，民籍。明朝進士、官员。

## 生平
萬曆四十六年（1618年）戊午科湖广府鄉試舉人，崇祯元年（1628年）戊辰科第三甲第118名進士，初授浙江钱塘县知县。官至山西按察司副使。